# Frühsozialismus

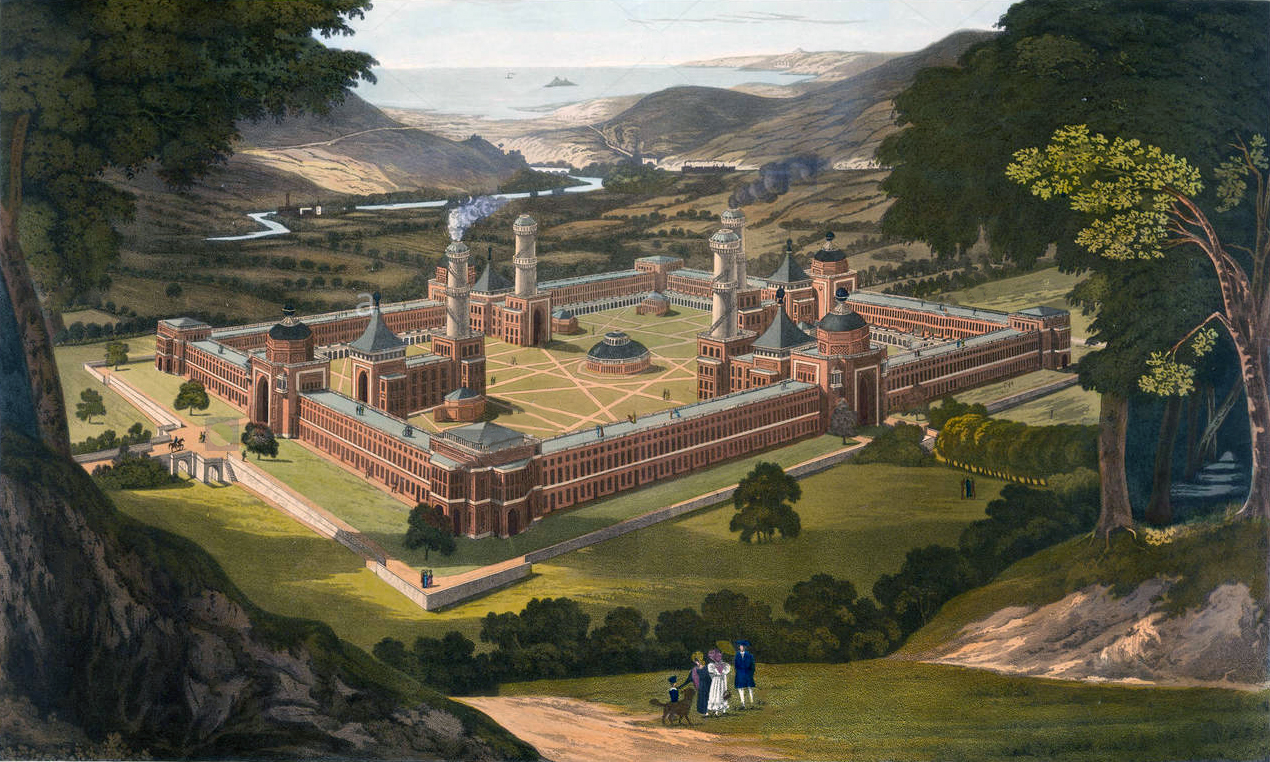
Nicht realisierte Vision der Kolonie New Harmony, Zeichnung von F. Bate, gedruckt 1838

Als Frühsozialismus oder utopischer Sozialismus werden frühe sozialistische Theorien zusammengefasst: Utopien eines gerechten Idealstaates, frühe Formen des Gemeineigentums und vor allem sozialistische Bewegungen und Theorien der Neuzeit, die vor 1848 entstanden sind. Bekannte Frühsozialisten waren Henri de Saint-Simon, Robert Owen, Charles Fourier, Pierre-Joseph Proudhon, François Noël Babeuf und Étienne Cabet. Das Ende der Französischen Revolution bildet den Anfang des modernen Sozialismus. Dieser wird in drei Abschnitte aufgeteilt, von denen der erste Abschnitt als Frühsozialismus bezeichnet wird.

## Begriff
Der Begriff Frühsozialismus bezieht sich auf die Tatsache, dass die genannten Theorien und Ideen vor den Revolutionen von 1848/1849, vor den ersten eigentlich sozialistischen Vereinigungen und vor allem vor den Schriften von Karl Marx veröffentlicht wurden. Neben dem Wirken von Marx und dem Entstehen der Sozialdemokratie spielten auch Persönlichkeiten des vor allem in Süd- und Osteuropa erstarkenden Anarchismus wie Pierre-Joseph Proudhon und Michail Bakunin eine Rolle bei der Ablösung frühsozialistischer Ideen.
Der Begriff utopischer Sozialismus ist die Abgrenzung durch Karl Marx und Friedrich Engels selbst, worauf auch moderne Forscher hinweisen, die den Begriff (teilweise in Anführungszeichen) übernehmen. Ein Beispiel hierfür ist Albert S. Lindemann, der auch von den „ersten Sozialisten“ spricht, die er um 1800 bis 1848 zeitlich verortet. Diese frühen oder utopischen Sozialisten lebten alle etwa um dieselbe Zeit, nämlich 1770 bis 1825. Trotz aller Unterschiede lohne sich laut Lindemann die Zusammenfassung in einer Gruppe. Diese sozialistischen Autoren seien aber keine Utopisten etwa im Sinne von Thomas Morus gewesen, denn sie hätten daran geglaubt, dass ihre ideal vorgestellten Gesellschaften in naher Zukunft zu realisieren gewesen seien.
Zentral bei den frühen Sozialisten ist der Begriff der menschlichen Natur, so Leszek Kołakowski. In diesem fundamentalen Sinn seien alle Menschen gleich – mit identischen Rechten und Pflichten. Für diese Autoren gehe es vor allem um die Frage, warum die bisherige Geschichte mit ihren Kriegen und der Ausbeutung der natürlichen Bestimmung des Menschen genau entgegengesetzt verlaufen sei. Die traditionelle christliche Lehre verweise in diesem Zusammenhang auf die Erbsünde, woran die frühen Sozialisten hingegen – selbst, wenn sie Christen waren – nicht glaubten.
Religion spielte für die frühen Sozialisten eine zentrale Rolle, spätestens seit Saint-Simons berühmten Noveau christianisme (1825). So riefen sich etwa die Saint-Simonisten zur „Kirche“ aus und verstanden sich als „Apostel“. Cabet prägte wiederum das von Engels kritisierte Diktum „La communauté c’est le christianisme.“ Der Großteil der französischen Sozialisten unter der Julimonarchie artikulierte eine explizit christliche Identität, die in der Regel mit einer harten Kritik an den etablierten Kirchen einherging. Daher überrascht es nicht, dass zeitgenössische Studien den Sozialismus durchweg als Teil einer religiösen Tradition betrachteten.
Der Begriff der menschlichen Natur führe dann zur Idee der kommunistischen Despotie. Es sei für die Frühsozialisten unwichtig, ob die Menschen selbst für die Verwirklichung des Kommunismus sind. Kołakowski zitiert den kommunistischen Autor Jean-Jacques Pillot, dem zufolge man auch nicht die Insassen einer Irrenanstalt frage, ob sie ihr Bad nehmen wollen. Kołakowski begegnet dem mit der Frage, wer denn darüber entscheide, wer Arzt und wer Irrer sei.
Ausgangspunkt der Frühsozialisten ist das abzuschaffende Elend des Proletariats. Allerdings wurden sie nicht konkret politisch aktiv, so Kołakowski, da rein politische Veränderungen keine neue Wirtschaftsordnung bringen könnten. Der Sozialismus werde als historische Gesetzmäßigkeit unbedingt die Welt beherrschen. Sie konnten die Annahme der historischen Notwendigkeit nicht mit der Vorstellung des Sozialismus als einem Projekt mit moralischem Wert in Übereinstimmung bringen. Für Marx hingegen sei der Ausgangspunkt nicht das Elend, sondern die „Entmenschung“ gewesen, die Entfremdung des Menschen von der von Menschen geschaffenen Welt. Keim des Sozialismus werde Marx zufolge die Bewusstwerdung um diese Entmenschung sein.

## Vorgeschichte

### Altertum
Das Gemeineigentum, das allen Menschen gleichermaßen zugänglich sein und damit soziale Unterschiede erübrigen sollte, ist schon in einigen alten Religionen bekannt, beispielsweise bei den persischen Mazdakiten, im Taoismus und im Judentum. Diese verstehen die lebensnotwendigen Güter als Gabe eines Gottes oder einer universalen Ordnung an alle Menschen und leiten daraus Forderungen an ein Kollektiv ab, den Besitz gerecht zu verteilen oder gemeinsam zu verwalten.
In altorientalischen Klassengesellschaften wurde häufig eine Urzeit beschworen, in der es noch keine Spaltungen in Besitzende und Besitzlose gegeben habe: so das Ideal der Großen Gemeinsamkeit im Konfuzianismus. In der biblischen Prophetie seit etwa 700 v. Chr. wird das vergessene Gottesrecht des Erlassjahrs (Lev 25 ) Bestandteil der Endzeiterwartung. Im Urchristentum wurde die Gütergemeinschaft der Jerusalemer Urgemeinde zum normativen Ideal des Zusammenlebens aller Christen, das viele Versuche von Gütergemeinschaften und Sozialkritik in der Christentumsgeschichte anregte. In der Griechischen Philosophie tauchen seit etwa 400 v. Chr. Entwürfe eines idealen Staates auf, der kein Privateigentum kennt und in die Urzeit oder eine fiktive Inselwelt projiziert wurde: so in Platons Staat, bei Phaleas von Chalkedon oder in Iambulos’ utopischen Sonnenstaat.

### Mittelalter
In den sogenannten Ketzer- und Armutsbewegungen des Mittelalters gab es verschiedene Anläufe zu Gütergemeinschaften und antihierarchisch ausgerichteten Kirchenreformen.

### Frühe Neuzeit

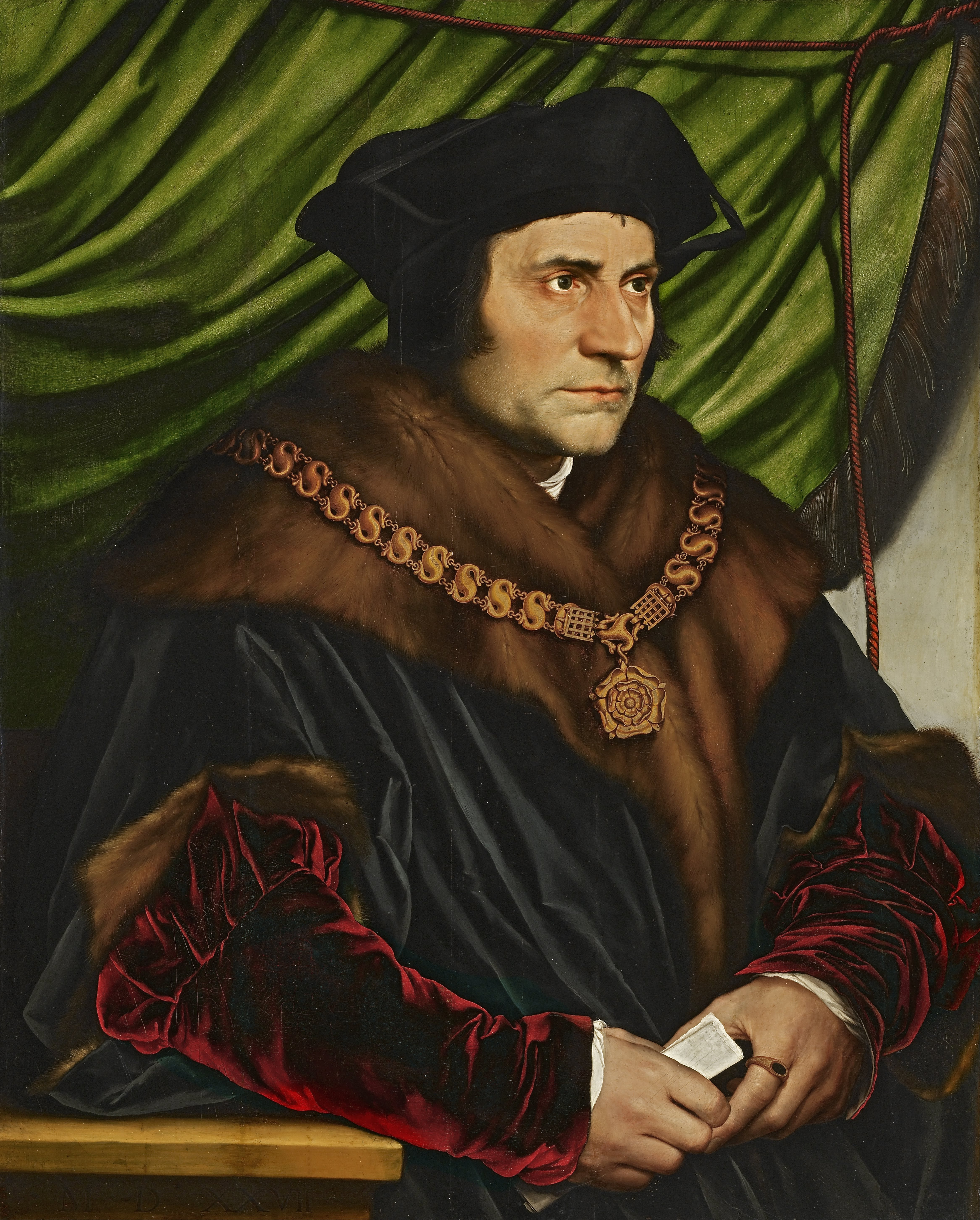
Thomas Morus, 1527

Der Humanismus des 16. Jahrhunderts hatte – parallel zu den durch wirtschaftliches Elend hervorgerufenen Bauernaufständen – Ideen einer gerechten, von allen Bürgern gleichermaßen getragenen Gesellschaftsordnung entwickelt, die ihrerseits auf die antike Polis und ihre Demokratie-Vorstellungen zurückgriffen.
Folgenreich war besonders der lateinische Bildungsroman Utopia des englischen Staatsrechtlers Thomas Morus von 1516. Ohne den Begriff selbst stellte Morus hier eine Art Kommunismus als Gegenbild zur europäischen Feudalherrschaft dar: Alle arbeiten und besitzen alles gemeinsam, auch und gerade Grund und Boden als das hauptsächliche damalige Produktionsmittel. Allerdings unterscheidet er sich von vielen späteren sozialistischen Ideen durch einen mittelalterlich anmutenden Patriarchalismus und Antiindividualismus.
Auch Tommaso Campanella griff 1602 in seinem Werk La città del Sole erneut auf die Idee des Sonnenstaats zurück.

### Aufklärung und Revolutionen
Im 17. und 18. Jahrhundert erlaubte der technische Fortschritt im Manufaktur- und Verlagswesen bereits eine Massenherstellung von Produkten, noch ohne maschinelle Produktionsmittel. Dies veränderte die Lebensbedingungen und Interessenlagen für immer größere Bevölkerungsteile enorm.
Im Zuge der Aufklärung entstanden mit der Idee der Menschenrechte Vorstellungen eines gleichberechtigten und herrschaftsfreien Zusammenlebens. In zahlreichen – stets von der Obrigkeit bedrohten – Geheimbünden und Vereinen suchten mittellose Handwerker, Bauern und Intellektuelle ein Forum und Anhänger für ihre Ideen. Sie waren kaum an der wissenschaftlichen Erhebung empirischer Daten interessiert, entwickelten ihre Vorstellungen aber aus der widersprüchlichen Erfahrung enttäuschter Demokratiehoffnungen und relativer Rechtsfortschritte. Doch erst mit der Emanzipation des Bürgertums bekamen diese Ideen eine politische Stoßkraft.

## Bedeutende Frühsozialisten

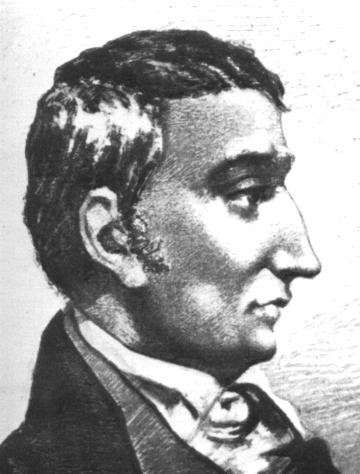
Henri de Saint-Simon, Vordenker des Saint-Simonismus.

François Noël Babeuf (1760–1797) war wahrscheinlich der erste Autor, der den Sozialismus als Staatsform anstrebte. Er gründete dazu während der Französischen Revolution die verschwörerische Société des égaux („Gesellschaft der Gleichen“): Damit begann der Frühsozialismus sich politisch zu organisieren. Über Filippo Buonarroti gelangten Babeufs Ideen zu den Frühsozialisten Charles Fourier (Theorie der vier Bewegungen und der allgemeinen Bestimmungen, 1808) und Louis Blanc (1811–1882). Von seinen Ideen und denen des Henri de Saint-Simon war wiederum der 1834 in Paris gegründete Bund der Geächteten beeinflusst. Von ihm spaltete sich 1836 der Bund der Gerechten ab, dessen Führung bis 1848 der Schneider Wilhelm Weitling übernahm. Weitling, ein Frühsozialist mit christlichen Überzeugungen, gilt als erster deutscher Theoretiker des Kommunismus

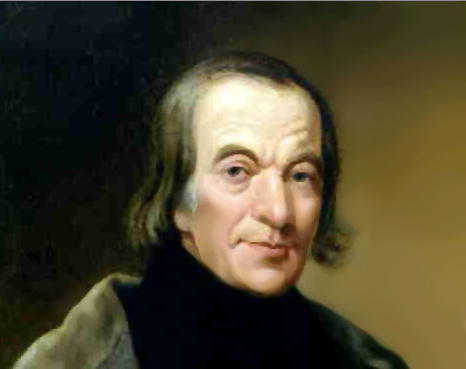
Robert Owen

Frühe Sozialisten waren auch der deutsch-jüdische Philosoph Moses Hess (1812–1875), der den sozialistischen Flügel des Zionismus begründete, Hermann Kriege und der deutsche Journalist Karl Grün (1817–1885). Der deutsche Ökonom Karl Rodbertus (1805–1875) gilt als Begründer des Staatssozialismus.
In England war Robert Owen der bedeutendste Frühsozialist, der sich aus Armut schon in jungen Jahren zum Unternehmer emporgearbeitet hatte. Vor allem bis zu seinem öffentlichen Bekenntnis zum Atheismus war er auch in den gehobenen Gesellschaftsschichten sehr populär. Owen war, eine Ausnahme unter den Frühsozialisten, auch praktisch politisch aktiv, so beeinflusste er beispielsweise die Arbeiterschutzgesetze und versuchte sich (erfolglos) in Amerika mit einer sozialistischen Mustersiedlung. Er gilt als Vertreter des Genossenschaftssozialismus.
Die nach seinen Ideen 1834 gegründete Gewerkschaft Grand National Consolidated Trades Union organisierte alle Arbeiter, gelernte und ungelernte, in einer Allgemeinen Gewerkschaft (General Union). Sie wurde von Unternehmern mit Aussperrungen und von der Regierung mit Repressionen bekämpft, so dass sie schon nach einem Jahr zusammenbrach.

## Antisemitismus
Der Antisemitismus wurde zu einem wichtigen Element der frühsozialistischen Ideologie und zeigte sich in unterschiedlichen Ausprägungen. Unter Frühsozialisten ist die Vorstellung eines sozialen Parasitentums verbreitet als Metapher für die von Juden ausgeübten kaufmännischen, unternehmerischen, auch wissenschaftlich-kulturellen Erwerbstätigkeiten jenseits praktischer Arbeit in der Produktion. Diese Auffassung wurde aus der Physiokratie des 18. Jahrhunderts übernommen, als Händler und Manufakturbesitzer, meist Juden, in Abgrenzung zu der angeblich einzig produktiven Klasse der Landwirte Parasiten genannt wurden. Besonders in den 1840er Jahren nahmen viele Frühsozialisten eine antisemitische Haltung ein. Fourier sah alle negativen Aspekte des Kapitalismus im Judentum personifiziert, das er nicht als Religion, sondern als Nation auffasste. Daher trat er dafür ein, die Emanzipation der Juden rückgängig zu machen und den Juden das Bürgerrecht wieder zu entziehen. Sein Schüler Alphonse Toussenel polemisierte in seinem 1846 erschienenen Hauptwerk Les Juifs, rois de l’époque: histoire de la féodalité financière gegen Eisenbahnspekulation der Rothschilds und allgemein gegen den Juden: Dieser sei „ganz typischer Schwarzhändler, ganz unproduktiver Parasit, der von der Substanz und der Arbeit anderer lebt“. Proudhon nannte das Judentum eine minderwertige Menschenrasse, die zu wirtschaftlicher Produktivität, zu metaphysischer Begriffsbildung und zu eigener Staatlichkeit nicht fähig sei. Juden seien notwendig immer Parasiten, ein „Feind der menschlichen Art“, weshalb er dazu riet, sie entweder auszuweisen oder zu vernichten.

## Verhältnis zum Marxismus
Walther Theimer zufolge war der frühe oder utopische Sozialismus die stärkste derjenigen Strömungen, die Marx beeinflusst haben: Dieser Sozialismus „gab ihm erst die Richtung; sonst hätte es nur einen bürgerlich-radikalen Junghegelianer mehr gegeben“, so Theimer. Marx habe diese Richtung erst in den 1840er Jahren in Paris kennengelernt.
Die Ideen der Frühsozialisten scheinen die wichtigsten Ideen von Marx vorwegzunehmen, schreibt Kołakowski. Im Bereich der Analyse von Geschichte und Kapitalismus listet er unter anderem auf:
- Das System der Güterverteilung könne nur verändert werden, indem man das System der Produktion und die Eigentumsverhältnisse gänzlich verändert.
- Der Sozialismus sei „das Resultat unausweichlicher historischer Gesetze“.
- „Konkurrenz und Anarchie der Produktion erzeugen notwendigerweise Ausbeutung, Elend, Krisen der Überproduktion und Arbeitslosigkeit.“
- Die Arbeiterklasse könne „sich nur aus eigener Kraft befreien“.

Bezüglich der „Projektierung der sozialistischen Zukunftsgesellschaft“ stellt Kołakowski als Gemeinsamkeiten zwischen Marx und den Frühsozialisten unter anderem fest:
- Das Privateigentum an den Produktionsmitteln müsse aufgehoben werden.
- Eine landesweite oder weltweite Planwirtschaft würde Konkurrenz und Krisen beseitigen.
- Ein Recht auf Arbeit als Menschenrecht.
- Aufhebung der Arbeitsteilung.[19]

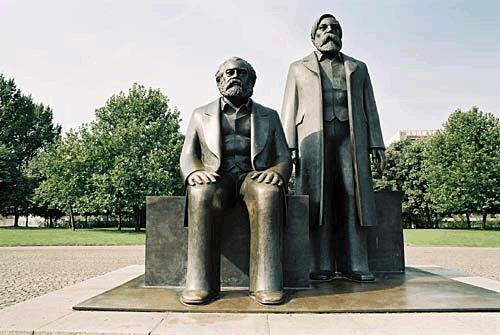
Marx und Engels, Statue von Ludwig Engelhardt, ausgeführt in Bronzeguss im Marx-Engels-Forum in Berlin

Marx löste Wilhelm Weitling 1848 im Bund der Gerechten ab und vollzog nach eigener Auffassung eine fundamentale Abgrenzung von allen früheren sozialistischen Theoretikern, deren Ideen er als nicht wissenschaftlich begründeten Idealismus kritisierte. Die Frühsozialisten waren laut Marx meist adelige und kleinbürgerliche Romantiker, die sich nicht nur gegen die Folgen der Industrialisierung, sondern gegen den technischen Fortschritt selbst wandten. Seit dem Manifest der Kommunistischen Partei von Marx und Friedrich Engels werden die frühsozialistischen Gleichheits- und Demokratisierungsbestrebungen, die sich auch auf die Wirtschaft erstreckten, als Utopischer Sozialismus zusammengefasst.
Der Marxismus grenzt seine Theorie in Anlehnung an die Schrift Die Entwicklung des Sozialismus von der Utopie zur Wissenschaft als „wissenschaftlichen Sozialismus“ von allen Vorläufern und sozialistischen Gegenströmungen ab. Er sieht im utopischen Sozialismus eine ausgehende bürgerliche und belletristische Phrase, die aus linken Strömungen des Junghegelianismus hervorgegangen sei und den proletarischen Klassenkampf negiere. Dabei sind utopische Sozialisten auch nach marxistischer Auffassung durchaus mit dem Ziel der klassenlosen kommunistischen Zukunftsgesellschaft einverstanden, verfolgten dieses jedoch nach ihrer Ansicht auf unrealistische und zum Scheitern verurteilte Weise, weil der Klassenantagonismus und die Frage nach den Bedingungen einer erfolgreichen Revolution in ihrem Denken keine primäre Rolle spiele.
Seit einem Aufsatz von Engels über „Progress of Social Reform on the Continent“ (1843) war Religion eines der vordergründigen Abgrenzungsmerkmale gegenüber den französischen „Utopisten“. So mangele es dem angeblichen „Mystizismus“ der Saint-Simonisten und Fourieristen an Wissenschaftlichkeit und Rationalismus, und somit an praktischem Wert. Während die Anhänger Cabets mit der Errichtung einer „Duodezausgabe des neuen Jerusalems“ beschäftigt seien, müsse man zur Vereinigung zum Klassenkampf aufrufen. Spätere Forscher wie Gareth Stedman Jones, Frank Paul Bowman und in jüngerer Zeit Julian Strube haben argumentiert, dass die Entwicklung dieses polemischen marxistischen Narrativs zur nachhaltigen Verdeckung der eigentlich religiösen Entstehungskontexte sozialistischer und kommunistischer Ideen geführt haben.
Der marxistischen Kritik zufolge sind Utopien reine Gedankenkonstruktionen, die vom historischen Wachstum der Machtverhältnisse abstrahieren und in denen so die politische Anschauung von den gesellschaftlichen, insbesondere ökonomischen Grundlagen abgekoppelt wird. Die Utopisten versuchen demnach ein System aus dem Kopf heraus zu entwickeln, statt die revolutionäre, umstürzlerische Seite des zeitgeschichtlichen Elends zu erkennen. Der wissenschaftliche Sozialismus versteht die Entstehung des Sozialismus im Unterschied zu den Utopisten als eine notwendige prozesshafte und dialektische (widersprüchlich vorwärtstreibende) Entwicklung aus der konkreten historischen Situation heraus.
Andere Theoretiker glaubten nicht an die Zwangsläufigkeit der historischen Entwicklung zu Fortschritt und Sozialismus. Ernst Bloch entwickelte sein „Prinzip Hoffnung“ daher aus dem utopischen Gehalt fast aller sozialistischen Ideen. Mit dem Begriff der konkreten Utopie kritisierte auch er abstrakte, nicht realitätsgerechte Utopien des Frühsozialismus.

## Sammelwerke
- Frits Kool, Werner Krause (Hrsg.): Die frühen Sozialisten. In: Dokumente der Weltrevolution. Band 1 und Band 2. dtv, München 1972, ISBN 3-423-04102-1 und 3-423-04103-x. Zuerst: Walter, Olten 1967; wieder: Büchergilde Gutenberg 1968
- Thilo Ramm (Hrsg.): Der Frühsozialismus. Quellentexte (= Kröners Taschenausgabe. Band 223). 2., erweiterte Auflage. Kröner, Stuttgart 1968, DNB 456679537.
- Michael Vester (Hrsg.): Die Frühsozialisten 1789–1848. 2 Bände. Rowohlt, Reinbek 1970 u. ö.